# Open de Nice Côte d'Azur
El torneig de Niça, conegut oficialment com a Open de Nice Côte d'Azur, és una competició tennística professional que es disputa sobre terra batuda al Nice Lawn Tennis Club de Niça a França. Pertany a les sèries 250 del circuit ATP masculí i es disputa una setmana abans del Roland Garros.
El torneig es va crear l'any 2010 per substituir el Torneig de Kitzbühel. Anteriorment s'havia celebrat un torneig a Niça entre el 1971 i el 1995. Es va disputar fins l'edició de 2016, ja que no tenia capacitat d'expansió i fou substituït per un nou torneig a la ciutat francesa de Lió.

## Palmarès

### Individual masculí
| Any         | Campió              | Finalista           | Resultat                  |
| ----------- | ------------------- | ------------------- | ------------------------- |
| 2016        | Dominic Thiem (2)   | Alexander Zverev    | 6−4, 3−6, 6−0             |
| 2015        | Dominic Thiem       | Leonardo Mayer      | 6−7(8), 7−5, 7−6(2)       |
| 2014        | Ernests Gulbis      | Federico Delbonis   | 6−1, 7−6(5)               |
| 2013        | Albert Montañés     | Gaël Monfils        | 6−0, 7−6(3)               |
| 2012        | Nicolás Almagro (2) | Brian Baker         | 6−3, 6−2                  |
| 2011        | Nicolás Almagro     | Victor Hănescu      | 6−7(5), 6−3, 6−3          |
| 2010        | Richard Gasquet     | Fernando Verdasco   | 6−3, 5−7, 7−6(5)          |
| 2009 − 1996 | No celebrat         | No celebrat         | No celebrat               |
| 1995        | Marc Rosset         | Ievgueni Kàfelnikov | 6−4, 6−0                  |
| 1994        | Alberto Berasategui | Jim Courier         | 6−4, 6−2                  |
| 1993        | Marc-Kevin Goellner | Ivan Lendl          | 1−6, 6−4, 6−2             |
| 1992        | Gabriel Markus      | Javier Sánchez      | 6−4, 6−4                  |
| 1991        | Martín Jaite        | Goran Prpić         | 3−6, 7−6, 6−3             |
| 1990        | Joan Aguilera       | Guy Forget          | 2−6, 6−3, 6−4             |
| 1989        | Andrei Chesnokov    | Jérôme Potier       | 6−4, 6−4                  |
| 1988        | Henri Leconte       | Jérôme Potier       | 6−2, 6−2                  |
| 1987        | Kent Carlsson       | Emilio Sánchez      | 7−6, 6−3                  |
| 1986        | Emilio Sánchez      | Paul McNamee        | 6−1, 6−3                  |
| 1985        | Henri Leconte       | Víctor Pecci        | 6−4, 6−4                  |
| 1984        | Andrés Gómez        | Henrik Sundström    | 6−1, 6−4                  |
| 1983        | Henrik Sundström    | Manuel Orantes      | 7−5, 4−6, 6−3             |
| 1982        | Balázs Taróczy      | Yannick Noah        | 6−2, 3−6, 13−11           |
| 1981        | Yannick Noah        | Mario Martinez      | 6−4, 6−2                  |
| 1980        | Björn Borg (2)      | Manuel Orantes      | 6−2, 6−0, 6−1             |
| 1979        | Víctor Pecci        | John Alexander      | 6−3, 6−2, 7−5             |
| 1978        | José Higueras       | Yannick Noah        | 6−3, 6−4, 6−4             |
| 1977        | Björn Borg          | Guillermo Vilas     | 6−4, 1−6, 6−2, 6−0        |
| 1976        | Corrado Barazzutti  | Jan Kodeš           | 6−2, 2−6, 5−7, 7−6, 8−6   |
| 1975        | Dick Crealy         | Iván Molina         | 7−6, 6−4, 6−3             |
| 1974        | No celebrat         | No celebrat         | No celebrat               |
| 1973        | Manuel Orantes      | Adriano Panatta     | 7−6, 5−7, 4−6, 7−6, 12−10 |
| 1972        | Ilie Năstase (2)    | Jan Kodeš           | 6−0, 6−4, 6−3             |
| 1971        | Ilie Năstase        | Jan Kodeš           | 10−8, 11−9, 6−1           |

### Dobles masculins
| Any         | Campions                                | Finalistes                                | Resultat            |
| ----------- | --------------------------------------- | ----------------------------------------- | ------------------- |
| 2016        | Juan Sebastián Cabal Robert Farah       | Mate Pavić Michael Venus                  | 4−6, 6−4, [10−8]    |
| 2015        | Mate Pavić Michael Venus                | Jean-Julien Rojer Horia Tecău             | 7−6(4), 2−6, [10−8] |
| 2014        | Martin Kližan Philipp Oswald            | Rohan Bopanna Aisam-ul-Haq Qureshi        | 6−2, 6−0            |
| 2013        | Johan Brunström Raven Klaasen           | Juan Sebastián Cabal Robert Farah Maksoud | 6−3, 6−2            |
| 2012        | Bob Bryan Mike Bryan                    | Oliver Marach Filip Polášek               | 7−6(5), 6−3         |
| 2011        | Eric Butorac Jean-Julien Rojer          | Santiago González David Marrero           | 6−3, 6−4            |
| 2010        | Marcelo Melo Bruno Soares               | Rohan Bopanna Aisam-ul-Haq Qureshi        | 1−6, 6−3, [10−5]    |
| 2009 − 1996 | No celebrat                             | No celebrat                               | No celebrat         |
| 1995        | Cyril Suk Daniel Vacek                  | Luke Jensen David Wheaton                 | 3−6, 7−6, 7−6       |
| 1994        | Javier Sánchez Mark Woodforde           | Hendrik Jan Davids Piet Norval            | 7−5, 6−3            |
| 1993        | David Macpherson Laurie Warder          | Shelby Cannon Scott Melville              | 3−4, retirada       |
| 1992        | Patrick Galbraith Scott Melville        | Pieter Aldrich Danie Visser               | 6−1, 3−6, 6−4       |
| 1991        | Rikard Bergh Jan Gunnarsson             | Vojtech Flegl Nicklas Utgren              | 6−4, 4−6, 6−3       |
| 1990        | Alberto Mancini Yannick Noah            | Marcelo Filippini Horst Skoff             | 6−4, 7−6            |
| 1989        | Ricki Osterthun Udo Riglewski           | Heinz Günthardt Balázs Taróczy            | 7−6, 6−7, 6−1       |
| 1988        | Henri Leconte Guy Forget                | Heinz Günthardt Diego Nargiso             | 4−6, 6−3, 6−4       |
| 1987        | Emilio Sánchez Sergi Casal              | Claudio Mezzadri Gianni Ocleppo           | 6−4, 6−3            |
| 1986        | Jakob Hlasek Pavel Slozil               | Gary Donnelly Colin Dowdeswell            | 6−3, 4−6, 11−9      |
| 1985        | Claudio Panatta Pavel Slozil            | Loïc Courteau Guy Forget                  | 3−6, 6−3, 8−6       |
| 1984        | Jan Gunnarsson Michael Mortensen        | Hans Gildemeister Andrés Gómez            | 6−1, 7−5            |
| 1983        | Bernard Boileau Libor Pimek             | Bernard Fritz Jean-Louis Haillet          | 6−3, 6−4            |
| 1982        | Henri Leconte Yannick Noah              | Paul McNamee Balázs Taróczy               | 5−7, 6−4, 6−3       |
| 1981        | Yannick Noah Pascal Portes              | Chris Lewis Pavel Slozil                  | 4−6, 6−3, 6−4       |
| 1980        | Chris Delaney Kim Warwick               | Stanislav Birner Jiri Hrebec              | 6−4, 6−0            |
| 1979        | Paul McNamee Peter McNamara             | Pavel Slozil Tomáš Šmíd                   | 6−1, 3−6, 6−2       |
| 1978        | Patrice Dominguez François Jauffret (2) | Jan Kodeš Tomáš Šmíd                      | 6−4, 6−0            |
| 1977        | Ion Tiriac Guillermo Vilas              | Chris Kachel Chris Lewis                  | 6−4, 6−1            |
| 1976        | Patrice Dominguez François Jauffret     | Wojtek Fibak Karl Meiler                  | 6−4, 3−6, 6−3       |
| 1975        | No celebrat                             | No celebrat                               | No celebrat         |
| 1974        | No celebrat                             | No celebrat                               | No celebrat         |
| 1973        | No celebrat                             | No celebrat                               | No celebrat         |
| 1972        | Jan Kodeš Stan Smith                    | Frew McMillan Ilie Nastase                | 6−3, 3−6, 7−5       |